# فولتن (آلاباما)
فولتن (به انگلیسی: Fulton) شهری در شهرستان کلارک ایالت آلاباما است که مساحت آن ۶٫۳۵ کیلومتر مربع است و در سرشماری سال ۲۰۱۰ میلادی، ۲۷۲ نفر جمعیت داشته و تراکم جمعیتی آن، ۴۲٫۸۳ نفر در هر کیلومتر مربع بوده است.